# Chasmias fuscus
Chasmias fuscus är en stekelart som beskrevs av Tohru Uchida 1926. Chasmias fuscus ingår i släktet Chasmias och familjen brokparasitsteklar. Inga underarter finns listade i Catalogue of Life.